# Patagium

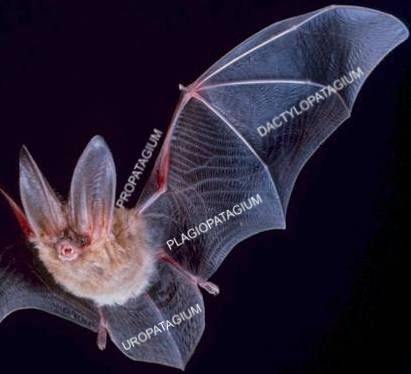
Části patagia u netopýra

Patagium je kožovitá membrána, která pomáhá některým živočichům v létání či plachtění. Blána je přítomná u některých žijících i vyhynulých skupin živočichů, jako jsou letouni, ptakoještěři a některé druhy ptáků, neptačích dinosaurů (např. z čeledi Dromaeosauridae), žab (např. létavky) a ještěrů (např. dráčci, holaspisi a někteří gekoni).
Blána napjatá mezi zadními končetinami živočicha se nazývá uropatagium (hlavně u letounů).

## Letouni
U letounů představuje membrána, která tvoří povrch křídla, prodlouženou kůži břicha. Ta spojuje tělo s rukama, prsty, nohama a ocasem. Patagium u letounů mívá 4 části:
1. Propatagium: blána mezi předními končetinami a krkem
2. Dactylopatagium (též chiropatagium): blána mezi čtyřmi prodlouženými prsty
3. Plagiopatagium: membrána mezi pátým prstem a zadními končetinami
4. Uropatagium (též ocasní blána): blána mezi zadními končetinami a ocasem